# Corbin Bleu
Corbin Bleu Reivers (født 21. februar 1989) er en amerikansk skuespiller, model, danser og sanger. Han er måske bedst kendt for sine roller i Catch That Kid og Disney Channels tv-film Disney Channels film High School Musical (1, 2 og 3), samt Jump In! og serien Flight 29 Down.

## Biografi

### Opvækst
Bleu blev født i Brooklyn, New York City, som søn af Martha og David Reivers, som også er skuespillere. Han er mulat, da hans far er jamaikansk-amerikansk og hans mor italiensk-amerikansk. 
Som barn brugte Bleu tid på dans, med fokus på ballet og jazz.. 
Corbin Bleu begyndte sin karriere ved at være reklame for kunder så som Target, Toys "R" Us og Tommy Hilfiger.
I 1996 flyttede familien til Los Angeles, hvor han fik en tilbagevendende rolle i tv-serierne High Incident og en gæstestjerneoptræden på Skadestuen. Herudover en række mindre roller i film som Soldier, Family Tree, Mystery Men og Galaxy Quest, før han fik en hovedrolle i 2004-filmen Catch That Kid.
Efter sidstnænvtes succes, blev Bleu en rolle i Flight 29 Down, der var en dramaserie om en gruppe teenagere strandede på en øde ø. Han havde også en lille rolle som Spencer på Ned's Declassified School Survival Guide på Nickelodeon.
Birollen som "Chad" (den mandlige hovedpersons bedste ven) i den meget succesfulde High School Musical fik han i 2006. Herudover var han også gæstestjerne i det første afsnit af Disneys Hannah Montana.
Den næste film, Jump In!, havde premiere 12. januar 2007, hvor han spillede sammen med sangerinden Keke Palmer. Filmen blev en af Disney Channel Original Movies hidtil mest succesfulde.
Udover sin filaktivitet har han indspillet albummet Another Side, der blev blev udgivet 1. maj 2007 og senest har Corbin udgivet albummet Speed Of Light den 10. marts 2008
Bleu fik sin eksamen fra Los Angeles' scenekunst-high school. Han blev efterfølgende optaget på Stanford University, men valgte at afslå pladsen pga. skemakonflikter.
Fra januar 2010 til midten af august 2010 kunne Bleu opleves som Usnavi i In The Heights! på Richard Rodgers Theatre Broadway

## Filmografi
- Soldier (1998) – Johnny
- Beach Movie (1998) – Dreng
- Family Tree (1999) – Ricky
- Mystery Man (1999) – Butch
- Galaxy Quest (1999) – Unge Tommy
- Catch That Kid (2002) – Austin
- High School Musical (2006) – Chad Danforth
- Jump In! (2007) – Izzy Daniels
- High School Musical 2 (2007) – Chad Danforth
- High School Musical 3 (2008) – Chad Danforth
- Free Style (2008) – Cale Bryant

### Tv-serie
- Skadestuen, afsnit 56 (1996) – Lille dreng
- Malcolm & Eddie, afsnit 51 (1998) – Matthew
- Ned's Declassified School Survival Guide, afsnit 41-42 (2006-2007) – Spencer
- Flight 29 Down, (2005-2007) – Nathan
- Hannah Montana, afsnit 1, 55 (2005-2008) – Johnny Collins
- One Life to Live, afsnit 39 (2013) – Jeffrey King [4]